# Мурашкин, Геннадий Васильевич
Генна́дий Васи́льевич Мура́шкин (24 марта 1936, Батуми, ССРГ, ЗСФСР, СССР — 19 мая 2020, Самара, Самарская область, Россия) — советский и российский учёный в области железобетонных и каменных конструкций, доктор технических наук (1986), профессор (1987), член-корреспондент РААСН по отделению строительных наук (1992), заслуженный деятель науки Российской Федерации (2007), почётный строитель России (1998), заведующий кафедрой железобетонных и каменных конструкций КуИСИ—СГАСУ с 1982 по 2013 годы.

## Биография
Геннадий Мурашкин родился 24 марта 1936 года в Батуми.
В 1958 году окончил Куйбышевский инженерно-строительный институт им. А. И. Микояна.
В 1958—1960 годах работал мастером, а в дальнейшем старшим мастером на заводе ЖБИ «Орджоникидзетрансстрой» в Беслане (Северная Осетия), затем исполнял обязанности главного инженера комбината производственных предприятий в Минеральных Водах (Ставропольский край).
В 1966 году защитил диссертацию на тему «Влияние предварительного напряжения на прочность и трещиностойкость железобетонных балок прямоугольного сечения, работающих на изгиб с кручением», представленную на соискание учёной степени кандидата технических наук. Защита проходила в диссертационном совете, созданном на базе НИИЖБ Госстроя СССР.
В 1984 году защитил диссертацию на тему «Напряженно-деформированное состояние бетона, твердеющего под давлением, и проектирование конструкций из него», представленную на соискание учёной степени доктора технических наук по научной специальности 05.23.01 — Строительные конструкции, здания и сооружения. Защита проходила в диссертационном совете, созданном на базе МИСИ.
Работал в должности заместителя директора в ООО «Волжский исследовательский научный экспертный центр».
В 1994 году читал лекции в Кардиффском университете (Англия) и Дармштадском университете (Германия).
С 1990 по 2007 год возглавлял диссертационный совет Д 212.213.01, созданный на базе СГАСУ.
Выступал в качестве научного руководителя по 15 кандидатским диссертациям и научным консультантом по 2 докторским диссертациям.
Скончался 19 мая 2020 года, похоронен в Самаре.

## Награды
- 1998 — нагрудный знак «Почётный строитель России»
- 2001 — диплом РААСН — за работу «Исследования, проектирование и строительство ширококорпусных жилых домов в Тольятти»
- 2007 — почётное звание «Заслуженный деятель науки Российской Федерации» — «за большие заслуги в научной деятельности»